# Земельні гонки 1889 року

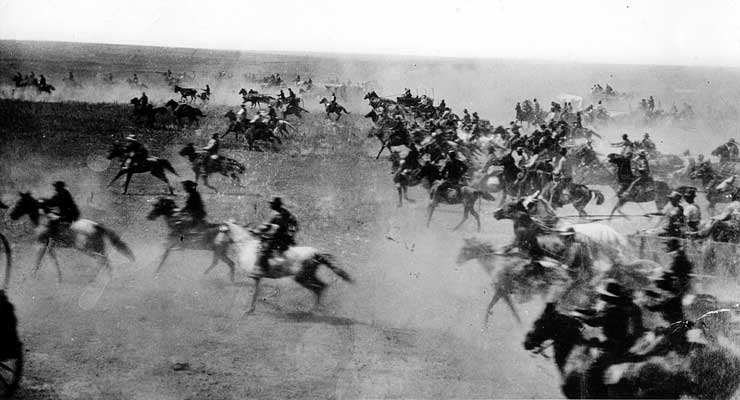
Земельні гонки

Ці Земельні гонки відбулися 22 квітня 1889 року в Оклахомі, в них 50 тисяч людей намагалися отримати ділянки на площі приблизно 8000 км2 із Нерозподілених земель Індіанської території (більша частина території шести сучасних округів: Канадіян, Кінгфішер, Клівленд, Логан, Оклахома, Пейн).

## Передумови проведення
Ці землі відкрито для заселення біллем про індіанську апропріацію 1889 року (англ. The Indian Appropriations Bill), підписаним президентом США Гаррісоном. За Законом про гомстеди поселенцям надавали 160 акрів (0,65 км2) землі. Поселенці отримували землю у власність, за умови, що будуть жити і працювати на ділянці.

## Швидке зростання міст
До кінця дня (22 квітня 1889 року) засновано міста Оклахома-Сіті і Гатрі, причому в них відразу прибуло приблизно по 10 тис. осіб. У статті Harper's Weekly того дня зазначалося, що в Гатрі вже закладено вулиці. 
Через два тижні відкрито школи, де волонтери навчали дітей (платно). Протягом одного місяця в Оклахома-Сіті засновано 5 банків і 6 газет.
А 2 травня 1890 року прийнято закон про створення території Оклахома. Її центром стало Гатрі.